# Логвинов, Игорь Александрович
Игорь Александрович Логвинов (бел. Ігар Логвінаў; род. 23 августа 1983, Минск , БССР, СССР) — белорусский футболист, вратарь, мастер спорта по футболу, тренер.

## Карьера

### Клубная
Начал заниматься футболом в минской футбольной школе «Смена». Первый тренер Леонид Иванович Данейко.
Профессиональную карьеру начинал в минском «Торпедо» тренер Анатолий Иванович Юревич. Сначала играл в дубле, а после попал в основную команду.
После защищал цвета ждановичской «Дариды», минской «Звезды-БГУ», солигорского «Шахтёра», футбольного клуба «Гомель», микашевичского «Гранита», бобруйской «Белшины», «Минска» и «Ислочи». Выступал также за армянский «Ширак» и украинский "Мариуполь".  Финалист молодёжного чемпионата Европы в 2004 году. Лучший вратарь чемпионата Беларуси в 2005 году. Включен в символическую сборную лучших игроков чемпионата Беларуси в высшей лиге в 2004 и 2005 году. Включен в символическую сборную армянской премьер-лиги в 2011 году. Участник розыгрыша Лиги Европы в 2004 году в составе солигорского «Шахтёра» и в 2008 году в составе «Гомеля».
В 2013 году перешёл на тренерскую работу. Работал тренером по подготовке вратарей в клубах: «Ислочь» (2014—2015) «Крумкачы» (2015—2016), так же работал в структуре академии АБФФ (Ассоциация Белорусская Федерация Футбола). С 2017 года тренер вратарей футбольного клуба «Машук-КМВ». С октября по ноябрь 2020 года и с мая по июнь 2021 года, был исполняющим обязанности главного тренера. 
Образование высшее. Закончил Белорусский государственный университет физической культуры (специальность — тренер по футболу). Имеет тренерскую лицензию УЕФА категории Б и Б тренер вратарей.

### В сборной
За молодёжную сборную Беларуси провёл 17 матчей. Финалист молодёжного чемпионата Европы в Германии 2004.

## Фильмография
В 2015 году снялся в футбольном сериале «В созвездии стрельца», посвященном советскому футболисту Эдуарду Стрельцову.

## Достижения как футболиста
- Чемпион Беларуси (1): 2005
- Серебряный призёр чемпионата Беларуси (1): 2007
- Бронзовый призёр чемпионата Беларуси (2): 2004, 2006
- Лучший вратарь чемпионата Беларуси (1): 2005
- Финалист кубка Беларуси: 2006, 2012
- Финалист кубка Армении 2011
- Обладатель кубка Армении: 2012

## Достижения как тренера
-  Чемпион России 2 лига Б  2023 г.
-  Бронзовый призер 2 лига А ( группа золото )  2025 г.